# Castelo de Hegenheim

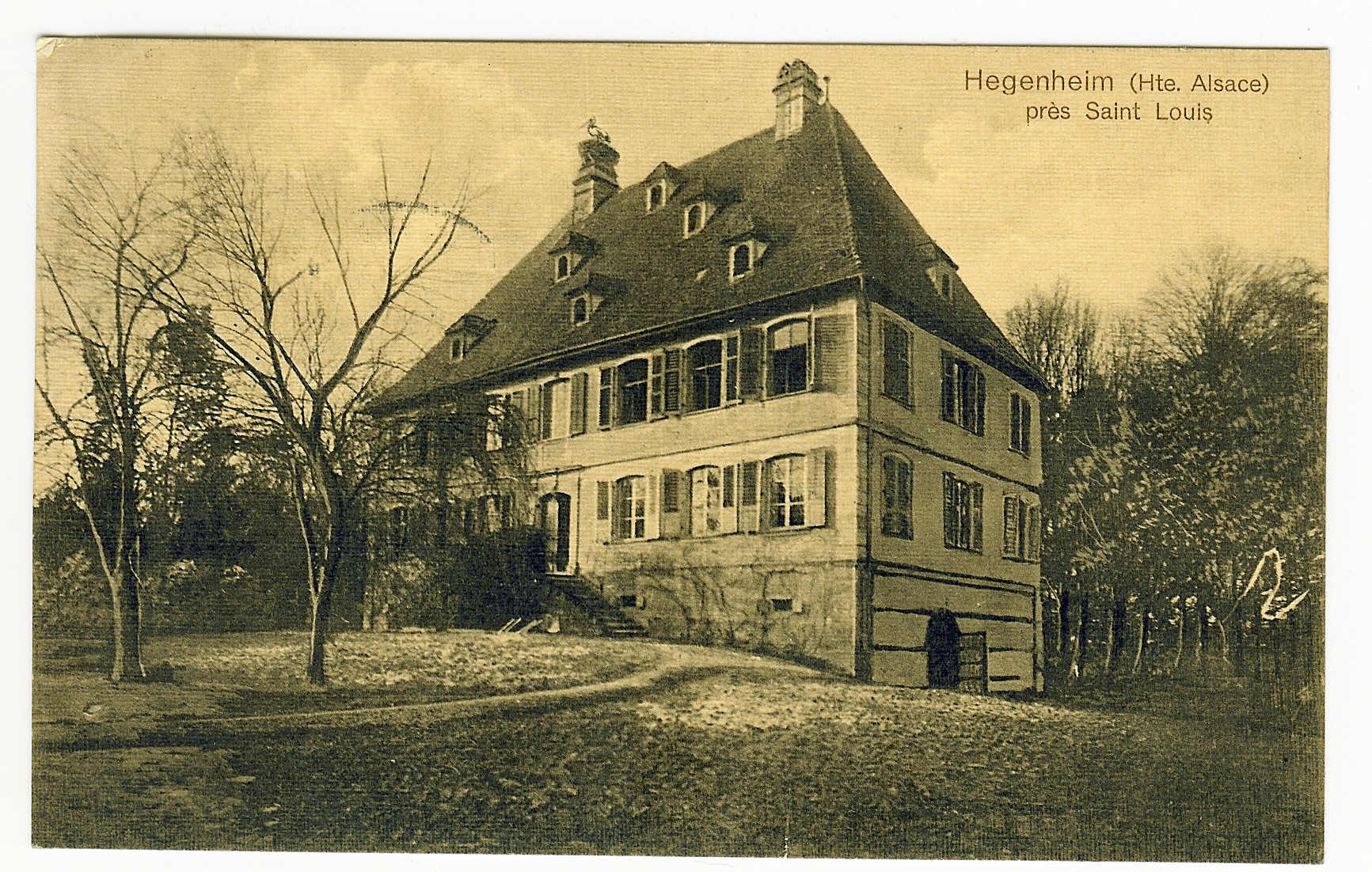
O castelo de Hegenheim

O Château de Hegenheim é um castelo localizado na comuna de Hégenheim, no departamento de Haut-Rhin, Alsácia, França. É classificado como um monumento histórico desde 1990.